# Poremećaj tjelesnog distresa
Poremećaj tjelesnog distresa (BDD) je dijagnoza koja se može dati pojedincu koji doživljava distres zbog trajnih ili ponavljajućih tjelesnih simptoma, u onoj mjeri u kojoj distres i zaokupljenost simptomima ometaju svakodnevno funkcioniranje. Kodiran je u poglavlju za mentalne poremećaje, poremećaje ponašanja i razvoj u Međunarodnoj klasifikaciji bolesti (ICD-11) pod oznakom 6C20. Najčešći tjelesni simptomi povezani s tjelesnim poremećajem uključuju bol (npr. mišićno-koštanu bol, bol u leđima, glavobolju), umor, gastrointestinalne i respiratorne simptome, iako pacijenti mogu patiti od bilo kojih tjelesnih simptoma.
Doživjeti simptome i zabrinutost zbog njih je naravno normalno ljudsko iskustvo. Kako bi ispunio kriterije za dijagnozu poremećaja tjelesnog stresa, pojedinac mora doživjeti karakterističan obrazac misli, osjećaja i ponašanja povezanih s njegovim zdravstvenim problemima, što pridonosi distres i poremećaj u funkcioniranju. Dijagnosticiranje poremećaja tjelesnog distresa značilo bi da bi pacijentu mogle koristiti neke psihološke intervencije ili intervencije u ponašanju za poboljšanje kvalitete života, bez obzira na temeljni uzrok simptoma. Za razliku od prethodnih iteracija dijagnoze, kod poremećaja tjelesnog distresa simptomi nisu "medicinski neobjašnjivi" (tj. mogu se pojaviti uz bolest). Tjelesni poremećaj može pogoditi bilo koga u bilo kojoj dobi, a pojava simptoma kod bilo kojeg pojedinca potkrijepljena je složenom  međuigrom bioloških, psiholoških i društvenih čimbenika.
Tjelesni distresni poremećaj ne treba zbuniti s tjelesnim dismorfnim poremećajem (ICD-11 6B21) budući da se za oba stanja ponekad koristi isti akronim 'BDD'.

## Dijagnostički zahtjevi (ICD-11)
Bitne (potrebne) obilježje navedene u ICD-11 su:
1. Prisutnost tjelesnih simptoma koji su uznemirujući za pojedinca. Obično to uključuje više tjelesnih simptoma koji mogu varirati tijekom vremena. Povremeno je fokus ograničen na jedan simptom, obično bol ili umor.
2. Pretjerana pozornost usmjerena je na simptome, koji se mogu manifestirati u:
  - Trajnoj zaokupljenosti ozbiljnošću simptoma ili njihovim negativnim posljedicama. Kod pojedinaca koji imaju utvrđeno zdravstveno stanje koje može uzrokovati ili pridonijeti simptomima, razmjer pozornosti povezan sa simptomima očito je pretjeran u odnosu na prirodu i ozbiljnost zdravstvenog stanja.
  - Ponovljeni kontakti s pružateljima zdravstvenih usluga u vezi s tjelesnim simptomima koji su znatno veći od onoga što bi se smatralo medicinski potrebnim.
3. Pretjerana pažnja na tjelesne simptome traje unatoč odgovarajućem kliničkom pregledu i ispitivanjima ili odgovarajućem uvjeravanju od strane pružatelja zdravstvenih usluga.
4. Tjelesni simptomi su postojani; to jest, neki su simptomi prisutni (iako ne nužno isti simptomi) većinu dana tijekom razdoblja od najmanje nekoliko mjeseci (npr. 3 mjeseca ili više).
5. Tjelesni simptomi i s njima povezani distres i preokupacija rezultiraju značajnim oštećenjem u osobnim, obiteljskim, društvenim, obrazovnim, profesionalnim ili drugim važnim područjima funkcioniranja.
6. Simptomi ili povezani distres i preokupacija ne mogu se bolje objasniti drugim mentalnim poremećajem (npr. shizofrenijom ili drugim primarnim psihotičnim poremećajem, poremećajem raspoloženja ili poremećajem povezanim s tjeskobom ili strahom).

BDD se može dodijeliti kao blaga (6C20.0) umjerena (6C20.1) ili teška (6C20.2) ovisno o opsegu i utjecaju gore navedenih značajki.

### Promjene u odnosu na ICD-10 i moguće implikacije
Izraz poremećaj tjelesnog distresa zamjenjuje staru kategoriju 'somatoformnih poremećaja' korištenu u ICD-10. U DSM-5 koncept somatoformnih poremećaja zamijenjen je konceptom 'Somatski poremećaj simptoma'.
Još jedna važna promjena u novim kriterijima je da dopuštaju postojanje BDD-a uz bilo koju somatsku/tjelesnu bolest. Ove se promjene smatraju postupnim pomakom prema razumijevanju pojedinca u cjelovitijim terminima, daleko od beskorisnih dihotomija tijela i uma, ili "mentalnog naspram fizičkog"; i omogućiti lakše postavljanje dijagnoze tamo gdje postoje paralelni medicinski problemi, omogućujući pacijentu pristup odgovarajućem liječenju. Unatoč tome što su ove promjene oprezno pozdravljene, terminologija u ovom području ima dugu povijest korištenja na problematične i stigmatizirajuće načine. Ostaje zabrinutost da bi se dijagnoza poremećaja tjelesnog stresa mogla koristiti za označavanje 'teškog pacijenta' ili za pristranost kliničara protiv odgovarajućeg istraživanja strukturalne bolesti koja bi mogla pridonijeti simptomima kod ljudi s dijagnozom BDD-a.

### Dobivanje dijagnoze
Dijagnozu poremećaja tjelesnog distresa (BDD) obično postavlja liječnik u zdravstvenom okruženju – to može biti liječnik primarne zdravstvene zaštite, bolnički liječnik, psihijatar ili drugi specijalist u području psihosomatske medicine. Liječnik primarne zdravstvene zaštite ili obiteljski liječnik općenito će igrati važnu ulogu u koordinaciji liječenja s kliničarom sekundarne zdravstvene zaštite ako je potrebno. Dijagnoza BDD-a je u biti klinička, pri čemu kliničar poduzima temeljitu medicinsku i mentalnu anamnezu i relevantne preglede. Dijagnoza se temelji na prirodi prisutnih simptoma i predstavlja dijagnozu " uključivanja" za razliku od dijagnoze "isključivanja" – to znači da se temelji na prisutnosti pozitivnih simptoma i znakova koji slijede karakterističan obrazac opisan gore. Ne postoje testovi koji se mogu dosljedno koristiti za dijagnosticiranje BDD-a; međutim, kao što je slučaj sa svim dijagnozama, često će se poduzeti dodatni dijagnostički testovi kao što su krvni testovi ili dijagnostičko snimanje kako bi se razmotrila prisutnost osnovne bolesti. BDD može koegzistirati s bilo kojom drugom dijagnozom (kao što je respiratorna bolest ili rak, ili druge dijagnoze mentalnog zdravlja kao gore).

### Diferencijalna dijagnoza(dijagnoze koje zdravstveni djelatnik uzima u obzir pri procjeni)
Oni koji su zaokupljeni mogućnošću da imaju ozbiljne ili po život opasne bolesti, bolje bi odgovarali dijagnozi „zdravstveni anksiozni poremećaj“. Pojedinci s zdravstvenim anksioznim poremećajem također mogu potražiti liječničku pomoć, ali njihova je primarna svrha dobiti sigurnost da nemaju ozbiljno zdravstveno stanje od kojeg se plaše. Pojedinci s poremećajem tjelesnog distresa obično traže liječničku pomoć kako bi dobili olakšanje od simptoma, a ne kako bi odbacili uvjerenje da imaju ozbiljnu medicinsku bolest.
Važno je identificirati poremećaje raspoloženja, kao što je depresija, gdje su somatski simptomi (uključujući gubitak težine, umor i bol) često dominantni aspekti kliničke slike. Panični poremećaj i generalizirani anksiozni poremećaj također su važne diferencijalne dijagnoze.
Naravno, potrebno je uzeti u obzir i temeljna medicinska stanja ili bolesti i odgovarajuće ih liječiti. Pacijent također može zadovoljiti kriterije za dijagnostičke kategorije funkcionalnog somatskog sindroma kao što su sindromi povezani s umorom (8E49), disocijativni poremećaji (6B60-6B6Z), kronična raširena bol (MG30.01) ili sindrom iritabilnog crijeva (DD91).

## Povijest pojma
Pojam 'tjelesni distres' uveden je 2005. godine nakon što je istraživanje u Danskoj pokazalo da krovni pojam može adekvatno obuhvatiti niz preklapajućih funkcionalnih somatskih sindroma kao i 'somatoformni poremećaj'. Sindrom tjelesnog distresa zamišljen je kao takav krovni pojam za nekoliko dijagnosticiranih obrazaca fizičkih simptoma, za koje se smatra da se odnose na obrasce fiziološkog odgovora na stres. Koncept je imao prednost jer je jasno izveden iz empirijskih studija i potvrđen, dok su mnogi konkurentski koncepti izvedeni konsenzusom ili kroz proces kulturne konstrukcije, što mu je pomoglo da se dopadne komisiji za ICD-11. Međutim, koncept BDD-a prema ICD-11 u konačnici se razvio kako bi bio više usklađen s dijagnozom DSM-5: poremećaj somatskih simptoma, s potrebom za pozitivnim psihološkim nalazima i bez zahtjeva da su simptomi medicinski neobjašnjivi.

## Prevalencija
Budući da je ovo novi dijagnostički koncept, potrebna su dodatna istraživanja kako bi se utvrdilo koliko je BDD prevalentan.

## Uzroci
Uobičajeni model koji se koristi u zdravstvu za objašnjenje pojava i tijeka bolesti uključuje promatranje predisponirajućih, precipitirajućih (pokretačkih) i perpetuirajućih (održavajućih) čimbenika. Nova istraživanja naglašavaju važnost središnje uloge pojedinčevih "očekivanja simptoma". Na određena očekivanja u vezi s bolešću temeljena na prethodnom iskustvu mogu dodatno utjecati emocionalna stanja kod nekoga tko ima tendenciju katastrofiziranja (misli na najgore) ili tko je sklon tjeskobi zbog bolesti. To može dovesti do razvoja i nastavka trajnih somatskih simptoma. Moć iščekivanja za predviđanje tijeka simptoma i liječenja pokazala se u mnogim stanjima kao što su bol, reumatoidni artritis, rak i takozvani "medicinski neobjašnjivi simptomi"; a pokazalo se da bavljenje iščekivanja simptomima kod pacijenata poboljšava ishode i potencijalno pomaže pojedincima s tim problemima.

## Prognoza
Tijek poremećaja tjelesnog distresa (BDD) je promjenjiv. U otprilike polovice pojedinaca kojima je dijagnosticiran poremećaj tjelesnog distresa viđen u ustanovama primarne zdravstvene zaštite, tjelesni simptomi nestaju unutar 6 do 12 mjeseci. Pojedinci s teškim poremećajem i oni s više tjelesnih simptoma imaju tendenciju doživjeti kroničniji i uporniji tijek. Prisutnost višestrukih tjelesnih simptoma obično je povezana s većim oštećenjem funkcioniranja, kao i sa slabijim odgovorom na liječenje bilo kojeg istodobnog mentalnog ili medicinskog stanja. Istraživanja u ovom području rastu i nadamo se da će provedba robusnog znanstvenog istraživanja omogućiti razvoj učinkovite podrške osobama s BDD-om.

## Podrška/liječenje
Nakon što osoba dobije dijagnozu, cilj liječenja je pomoći pacijentu da upravlja simptomima i postigne bolju kvalitetu života. Postoje uspostavljeni pristupi samopomoći koje pacijenti mogu isprobati, a koje uključuju ritam, upravljanje stresom i razmišljanje o tome kako okolina može bolje podržati povratak u stanje zdravlja. Kao što je slučaj s bilo kojom bolešću, mjere zdravog načina života kao što su održavanje redovite tjelesne aktivnosti, higijena spavanja, bavljenje društvenim aktivnostima i hobijima su korisne, ali će ih možda trebati polako ponovno uvesti ako je osoba izbjegavala te aktivnosti. Lijekovi mogu pomoći u upravljanju simptomima kada je problem značajna depresija, tjeskoba ili bol.
Razumijevanje i prihvaćanje dijagnoze obično je važan cilj, jer će osobi biti teško početi preusmjeravati fokus na oporavak ako nastavi brinuti da ima pogrešnu dijagnozu. Ponovljena ispitivanja nisu uvijek potrebna ili umirujuća; otvoreni razgovori između pacijenta i njegovog liječnika koji uključuju uvjerljiva objašnjenja uobičajenih simptoma i rizika od potencijalnih rijetkih uzroka obično su korisniji pristup. Kada zdravstveni djelatnici postavljaju dijagnozu i provode liječenje, važno je komunicirati otvoreno i pošteno i ne upasti u zamku dualističkog – odnosno “ili psihičkog ili fizičkog” razmišljanja; ili pokušati „ponovno pripisati“ simptome pretežno psihosocijalnom uzroku. Dijagnostički proces smatra se važnim korakom za uspješno napredovanje liječenja.
Specijalističko liječenje BDD-a je nažalost još uvijek rijetko u mnogim zemljama. Zlatni standard liječenja trebao bi imati holistički pristup usmjeren na pacijenta, prilagođen specifičnim potrebama pojedinca. Specifični terapijski pristup koji će se poduzeti vjerojatno će ovisiti o prirodi simptoma i onome što ih može pokretati, a obično uključuje jednog ili više članova multidisciplinarnog terapijskog tima. Psihoterapija kao što je kognitivno-bihevioralna terapija ili terapija prihvaćanja i predanosti mogla bi biti korisna za istraživanje obrazaca misli, radnji i ponašanja koji bi mogli pokretati negativan ciklus koji održava simptome. Fizioterapija može biti relevantna za rehabilitaciju kada slabost, bol, vrtoglavica ili umor predstavljaju problem. U nekim slučajevima može biti korisno povezati se s drugim njegovateljima kao što je obitelj/partner kako biste podržali pojedinca u njegovoj rehabilitaciji.
Za neke pacijente, osobito one koji su godinama živjeli sa simptomima, realno liječenje uključuje fokus na upravljanje simptomima i poboljšanja kvalitete života. Prihvaćanje simptoma i ograničenja koja uzrokuju može biti ključno u tim situacijama, ali većina ljudi može vidjeti određeno poboljšanje u svom stanju. Otvoreni odnosi puni povjerenja sa zdravstvenim timom ključni su za to.

## Kontroverze/Stigma
Dugo je postojalo beskorisna podjela u medicinskom sustavu između 'mentalne' i 'fizičke' bolesti, koja proizlazi iz dualizma uma i tijela. Iako se sve više priznaje da većina medicinskih stanja uključuje složenu interakciju fizičkih, iskustvenih i društvenih čimbenika, u mnogim dijelovima društva još uvijek postoji staromodan stav da pacijenti koji imaju BDD (i njegove dijagnostičke prethodnike) imaju čisto psihološki problem, što je povezano sa stigmom.
Mnoge službe za mentalno zdravlje ne smatraju da su problemi sa somatskim simptomima u njihovoj nadležnosti, a budući da je BDD između medicinskih i psihijatrijskih dijelova zdravstvenih usluga, ta stanja poput BDD, gdje su mentalni i fizički čimbenici međusobno povezani i slično važni, često su zapuštena. Nedostatak odgovarajućih usluga liječenja također pogoršava stigmu, a mnogi ljudi koji pate od ovih stanja prijavljuju negativna iskustva sa sustavom zdravstvene zaštite. Također su ih neki liječnici označili kao 'bolesnike s gdje ti srce potone', koji se osjećaju neadekvatno opremljenima da im pomognu, opet dijelom zbog nedostatka usluga specijalističkog liječenja, a dijelom zbog isključivanja ovih vrsta poremećaja iz medicinskog obrazovanja.
Zbog ovih kontroverzi i stigme unutar zdravstvene službe, terminologija koja se koristi za opisivanje ovih poremećaja i dijagnostičke klasifikacije nastavljaju se razvijati. Ova terminologija koja se stalno mijenja može zbuniti i kliničare i pacijente, a sama po sebi smeta boljem razumijevanju ovih stanja. Poremećaj tjelesnog distresa kritiziran je na više točaka. Ima nekih koji smatraju da je sama riječ 'distres' stigmatizirajuća jer bi se mogla upotrijebiti za patologizaciju razumljive reakcije na fizičku patnju. Drugi su zabrinuti da je opis dijagnoze previše subjektivan i normativan – tj. tko je taj da kaže da je zabrinutost oko nekog simptoma 'pretjerana'? To dovodi do zabrinutosti da bi se dijagnoza mogla upotrijebiti za patološki način interakcije sa sustavom zdravstvene skrbi koji liječnik smatra neprikladnim ili na drugi način problematičnim.
Još jedan problem s dijagnozom zahvaćen je strukturom samih dijagnostičkih priručnika. ICD-11 ima odvojena poglavlja za mentalna i tjelesna stanja, ponovno odražavajući dihotomnu strukturu medicinskog sustava i dualizma uma i tijela. Međutim, to vjerojatno dovodi do toga da se dijagnoza premalo koristi jer većinu pacijenata sa somatskim simptomima pregledaju liječnici bez znanja o mentalnom zdravlju i koji stoga možda neće uzeti u obzir dijagnozu. U stvarnosti se ti uvjeti uklapaju između kategorija tjelesnog i mentalnog zdravlja, ali trenutno obično moraju privući dvije odvojene dijagnoze – jednu tjelesnu i jednu mentalnu, koje bi mogle opisivati isti fenomen. Drugi smatraju da je to razumno rješenje, posebice jer postoje različite psihološke značajke BDD-a koje nisu prisutne kod svih pacijenata s trajnim fizičkim simptomima i stoga mogu zahtijevati dodatnu podršku. U mnogim zdravstvenim sustavima postojanje posebnog dijagnostičkog koda može biti od pomoći kako bi se pacijentima omogućio pristup tim specifičnim tretmanima.